# Junior (automóviles)
Junior Fabbrica Torinese Automobili o simplemente Junior fue un fabricante de automóviles italiano. Fundado en Turín en 1905 por Giovanni Ceirano.

## Historia
En 1904 Giovanni Ceirano funda Ceirano Junior & C.. En 1906 cambia su denominación a Junior Fabbrica Torinese Automobili, conocida por su marca Junior. La sede se establece en Corso Massimo d'Azeglio, 56, en Turín. El capital social inicial era de 500.000 liras. En fabrica trabajaban 50 personas. En 1906 la producción fue de 130 automóviles y la fábrica estaba en una buena situación financiera. A pesar de ellos Giovanni Ceirano abandona la Junior para fundar una nueva empresa automovilística, SCAT.